# (100442) 1996 QV
(100442) 1996 QV es un asteroide perteneciente al cinturón de asteroides, descubierto el 20 de agosto de 1996 por el equipo del Observatorio Astronómico de Farra d'Isonzo desde el Observatorio Astronómico de Farra d'Isonzo, Farra d'Isonzo, Italia.

## Designación y nombre
Designado provisionalmente como 1996 QV.

## Características orbitales
1996 QV está situado a una distancia media del Sol de 2,438 ua, pudiendo alejarse hasta 2,930 ua y acercarse hasta 1,945 ua. Su excentricidad es 0,202 y la inclinación orbital 1,952 grados. Emplea 1390 días en completar una órbita alrededor del Sol.

## Características físicas
La magnitud absoluta de 1996 QV es 16,9.